# チェスロヴァス・ユルシェーナス
チェスロヴァス・ユルシェーナス（リトアニア語: Česlovas Juršėnas、1938年5月18日 - ）は、リトアニアの政治家。元セイマス議長。

## 経歴
1955年、イグナリナの中等学校を首席で卒業し、ヴィリニュス大学に入学した。1966年にヴィリニュス大学卒業。
1960年〜1964年、新聞社Tiesaに勤務。
1990年3月11日、リトアニア独立回復宣言の署名メンバーの一人となる。
現在までいくつかの書籍を執筆している。
2004年、リトアニア大統領選挙に立候補するも、ヴァルダス・アダムクスに敗れている。